# Canal 9 TVN Señal 2
Pour les articles homonymes, voir Canal 9.
Canal 9 était une chaîne de télévision chilienne, a été le deuxième signal de Televisión Nacional de Chile étant sa couverture dans toute la région métropolitaine de Santiago.

## Histoire
La fréquence 9 était hors de l'air pendant sept ans après le canal de l'Université du Chili (aujourd'hui Chilevisión) propose à la fréquence 11. Ainsi, en 1983, la fréquence est attribuée à la Televisión Nacional de Chile.
En juin 1986, à la veille de la Coupe du monde de football de 1986 au Mexique, Télévision Nationale lance second signal expérimentalement, connu sous le nom de TVN Canal 9 Señal 2 diffuse en ce moment alternative à la transmission de sports (tels que les feuilletons) la programmation et se concentre des documentaires, des programmes de sport (Sports satellite et programmation ESPN), des dessins animés et des films, ainsi que les canaux de l'Etat en Europe.
Canal 9 a ouvert ainsi commencé à émettre le 4 mai 1987, à la veille de la visite du pape Jean-Paul II au Chili et ses premières émissions étaient émissions de télévision, des dessins animés, des programmes culturels, des documentaires et des nouvelles.
Avant le retour à la démocratie, en Janvier 1990, le gouvernement a décidé que la fréquence tendre et Channel 4 San José de Maipo en raison des pertes économiques traîné TVN. TVN Canal 9 Señal 2 de radiodiffusion définitivement terminé le 24 août 1990, cependant, Ricardo Claro a remporté l'appel d'offres pour le Canal 9 de Santiago, et en Octobre de la même année a lancé sa chaîne privée Megavisión (aujourd'hui Mega).

## Émissions
- Satélite del Deporte
- Cine en el Nueve
- Noticias
- Más Mujeres
- Noticias Literarias